# Brandbilen som forsvandt
Brandbilen som forsvandt er en svensk kriminalroman fra 1969 af forfatterne Maj Sjöwall og Per Wahlöö. Bogen er den femte i serien Roman om en forbrydelse på ti bind, som forfatterne skrev i perioden 1965-75.
Serien er i 2007 blevet nyoversat til dansk og udgivet på Forlaget Modtryk.

## Handling
Gunvald Larsson og en konstabel overvåger et hus, som pludselig bliver omspændt af et flammehav. Mens Larsson forsøger at redde de overlevende, løber kollegaen hen til en telefonboks for at alarmere brandvæsenet.
Under efterforskningen finder Melander ud af, at en af beboerne har begået selvmord ved at tætne alle åbninger i sit værelse og tænde for gassen. Men selv om sagen tilsyneladende er afsluttet, har både Martin Beck og Larsson en lille nagende følelse af tvivl: Hvad forårsagede eksplosionen? Hvor blev den brandbil af, som oprindeligt blev tilkaldt?
Hjelm fra det retsmedicinske laboratorium ringer så for at fortælle, at han fandt en eksplosionsmekanisme i en madras. Bomben ville ganske sikkert have dræbt beboeren, hvis han ikke allerede havde taget sit eget liv nogle timer forinden.